# Carex caryophyllea
Carex caryophyllea là một loài thực vật có hoa trong họ Cói. Loài này được Latourr. mô tả khoa học đầu tiên năm 1785.

## Hình ảnh

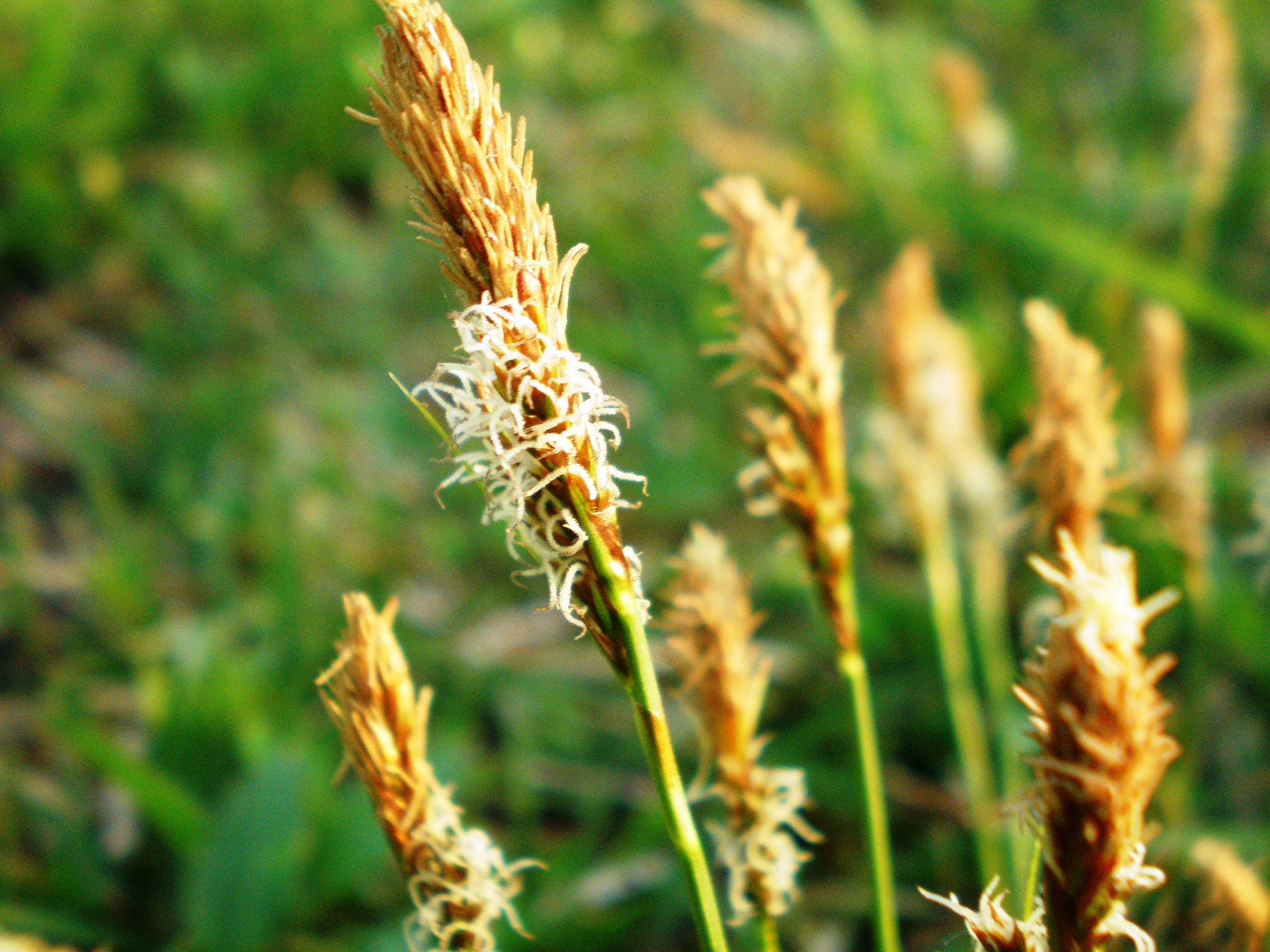
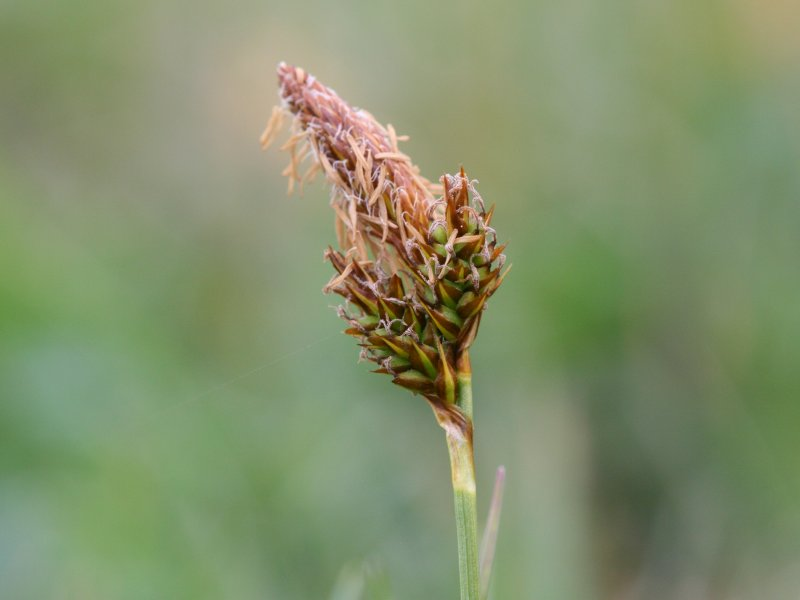
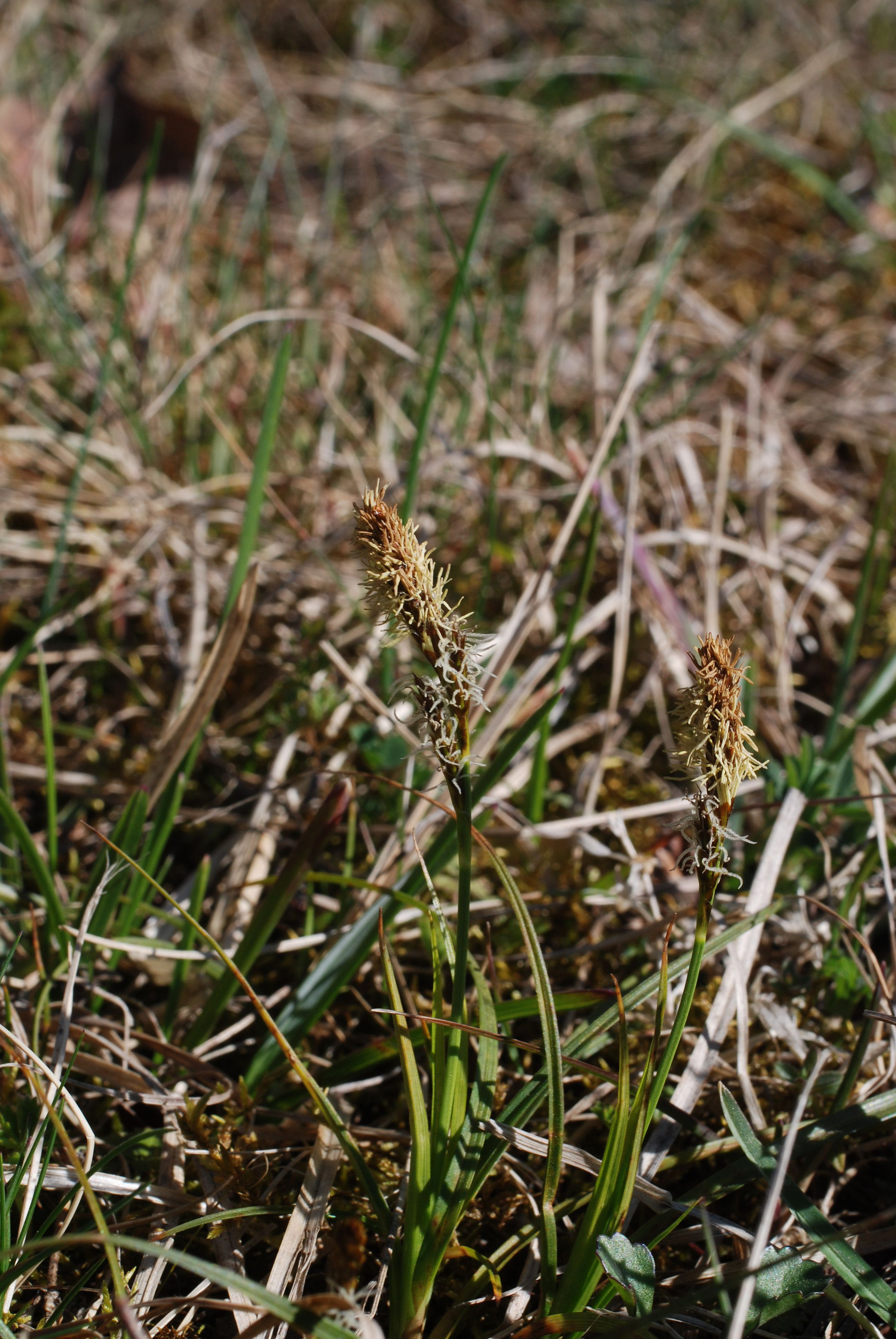
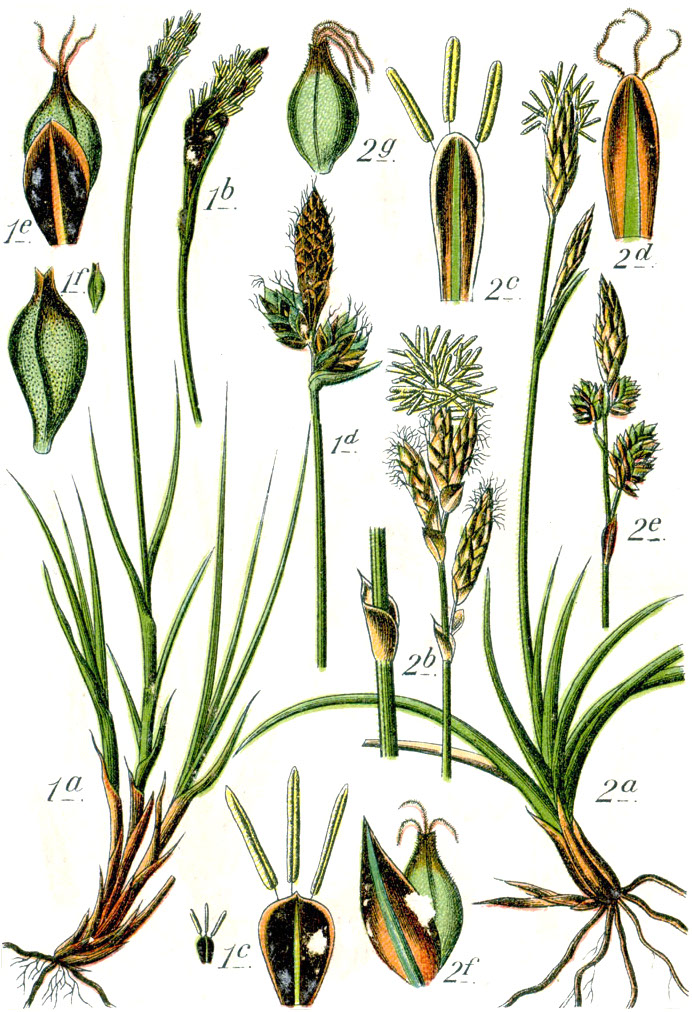